# The Recession
The Recession (с англ. — «Рецессия») — третий студийный альбом рэпера Young Jeezy. Был выпущен 2 сентября 2008 года звукозаписывающей компанией Def Jam. В записи альбома приняли участие Kanye West, Nas, Trey Songz и другие.
| Совокупная оценка    | Совокупная оценка |
| Источник             | Оценка            |
| -------------------- | ----------------- |
| Metacritic           | (72/100)          |
| Оценки критиков      |                   |
| Источник             | Оценка            |
| AllMusic             | [ 2 ]             |
| Entertainment Weekly | B+                |
| Los Angeles Times    | [ 4 ]             |
| Pitchfork Media      | 6.5/10            |
| PopMatters           | 8/10              |
| Robert Christgau     | [ 7 ]             |
| RapReviews           | 8.5/10            |
| Rolling Stone        | [ 9 ]             |
| Tiny Mix Tapes       | [ 10 ]            |
| USA Today            | [ 11 ]            |

## Коммерческий успех
Спустя первую неделю продаж альбом дебютировал на строчке № 1 в чарте Billboard 200, продав более 260 000 лицензионных копий. Это стал второй альбом «Номер один» в карьере артиста. По состоянию на 2 июля 2020 года альбом преодолел 1,000,000 эквивалентных единиц и получил платиновый сертификат RIAA.

## Список композиций
| №                   | Название                                                 | Автор(ы)                                                                      | Продюсер                | Длительность |
| ------------------- | -------------------------------------------------------- | ----------------------------------------------------------------------------- | ----------------------- | ------------ |
| 1.                  | «The Recession (Intro)»                                  | Джей Дженкинс Элдрин Дэвис                                                    | DJ Toomp                | 4:38         |
| 2.                  | «Welcome Back»                                           | Джей Дженкинс Хэйворд Айви                                                    | DJ Squeeky              | 4:07         |
| 3.                  | «By the Way»                                             | Джей Дженкинс Терри Аллен                                                     | Terry "T.A." Allen      | 4:00         |
| 4.                  | «Crazy World»                                            | Джей Дженкинс Трейси Севелл                                                   | Midnight Black          | 3:57         |
| 5.                  | «What They Want»                                         | Джей Дженкинс Трейси Севелл                                                   | Midnight Black          | 3:53         |
| 6.                  | «Amazin'»                                                | Джей Дженкинс Кристофер Голсон                                                | Drumma Boy              | 4:16         |
| 7.                  | «Hustlaz Ambition»                                       | Джей Дженкинс Кристофер Голсон                                                | Drumma Boy              | 3:40         |
| 8.                  | «Who Dat»                                                | Джей Дженкинс Деметриус Стюарт Дуэйн Ричардсон                                | Shawty Redd D. Rich     | 3:49         |
| 9.                  | «Don't You Know»                                         | Джей Дженкинс Трейси Севелл                                                   | Midnight Black          | 4:58         |
| 10.                 | «Circulate»                                              | Джей Дженкинс Дональд Кэннон Билли Пол Дональд Лэвэл                          | Don Cannon              | 3:49         |
| 11.                 | «Word Play»                                              | Джей Дженкинс Кевин Кроув Эрик Ортиз Мэлдридж Коуарт Кэти Дэвис Леонард Пэрри | J.U.S.T.I.C.E. League   | 3:15         |
| 12.                 | «Vacation»                                               | Джей Дженкинс Морис Карпентер Лэйг Эллиотт Джонни Моллингз Ленни Моллингз     | The Inkredibles         | 3:47         |
| 13.                 | «Everything» (при участии Anthony Hamilton и Lil Boosie) | Джей Дженкинс Уолси Томас Меткел Деглел Торренс Хатч Энтони Гамильтон         | Street Market Music     | 4:41         |
| 14.                 | «Takin' It There» (при уч. Trey Songz)                   | Джей Дженкинс Ла'Дэймон Дуглас Тремейн Неверсон                               | Fatboi                  | 3:28         |
| 15.                 | «Don't Do It»                                            | Джей Дженкинс Пакаль Бэйли Уилли Хатч                                         | DJ Pain 1               | 4:06         |
| 16.                 | «Put On» (при участии Kanye West)                        | Джей Дженкинс Кристофер Голсон Канье Уэст                                     | Drumma Boy              | 5:21         |
| 17.                 | «Get Allot»                                              | Джей Дженкинс Николас Солис Майкл Дэвис Говард Уайт                           | Crown Kingz Productions | 4:29         |
| 18.                 | «My President» (при участии Nas)                         | Джей Дженкинс Кристофер Уитакре Джастин Хэндерсон Нассир Джонс                | Tha Bizness             | 5:30         |
| Общая длительность: | Общая длительность:                                      | Общая длительность:                                                           | Общая длительность:     | 64:18        |

| №   | Название                                         | Автор(ы)                                               | Продюсер(ы)           | Длительность |
| --- | ------------------------------------------------ | ------------------------------------------------------ | --------------------- | ------------ |
| 19. | «Put On (Remix)» (при уч. Jay-Z)                 | Джей Дженкинс Кристофер Голсон Шон Картер              | Drumma Boy            | 4:18         |
| 20. | «Done It»                                        | Джей Дженкинс Эрик Ортиз Кеннет Бартоломей Кевин Кроув | J.U.S.T.I.C.E. League | 4:04         |
| 21. | «Showtime» (только в австралийском iTunes Store) | Джей Дженкинс Трейси Севелл                            | Midnight Black        | 3:33         |

Использованные семплы
- «Circulate»: Billy Paul — «Let the Dollar Circulate»
- «Word Play»: Greg Perry — «Come On Down (Get Your Head Out of the Clouds)»
- «Don't Do It»: Willy Hutch — «Overture of Foxy Brown»

## Видеоклипы
- 2008: «Put On» (при участии Kanye West)
- 2008: «Vacation»
- 2008: «Crazy World»
- 2008: «My President» (при участии Nas)
- 2009: «Who Dat» (при участии Shawty Redd)
- 2009: «Welcome Back»
- 2009: «Circulate»
- 2009: «Don't Do It»
- 2009: «Get Allot (Remix)/Don't Know You» (при участии Boo Rossini)

## Позиции в чартах
| Чарт                                   | Пиковая позиция |
| -------------------------------------- | --------------- |
| США (Billboard 200)                    | 1               |
| США (Billboard Top R&B/Hip-Hop Albums) | 1               |
| Канада (Canadian Albums Chart)         | 6               |